# Raymond Villatte
Pour les articles homonymes, voir Villatte.
Raymond Villatte, né le 2 janvier 1912 à Tours et mort le 21 juillet 1975 à Saint-Pierre-des-Corps, est un homme politique français.

## Détail des fonctions et des mandats
Mandat parlementaire
- 22 septembre 1974 - 21 juillet 1975 : Sénateur d'Indre-et-Loire